# 上海交通大学 安泰経済与管理学院
上海交通大学安泰経済与管理学院は、 上海交通大学の学部であり、1918年に米国の国際エトナグループエトナ と共同で設立された。現在の学院長は経済学者でもある、世界経済会議の共同議長 Lin Zhou 教授が就任している。
安泰学経済与管理学院は、中国では初めて「AACSB（The Association to Advance Collegiate Schools of Business）」、「EQUIS（European Quality Improvement System）」、「AMBA（the Association of MBAs）」の三大認証機関すべてから認められたビジネススクールであり、安泰国際MBAは4年連続フィナンシャルタイムズ紙グローバルMBAランキング100校に選ばれ、2017年は世界の34位だった。
同紙のEMBAランキングでは、安泰経済与管理学院は2年連続で世界トップ10に選ばれ、アジアでは1位を獲得している。経営学マスター（MIM）では第33位、8年連続で世界の50校に選ばれた。Executive Education Rankings（EE）では安泰経済与管理学院は世界第9位、アジア1位に選ばれた。

## 沿革
学院の前身として1918年に上海交通大学の鉄道管理課　設立
1928年　上海交通大学交通管理学院　設立
1931年　正式に管理学院が制定される
1951年　中国内で大規模な学部の調整が行われ、交通大学の学部が廃止される
1979-1984　学部が再開される
1987年　学校を交通大学法華校に移転する
1996年　米国の国際エトナグループの出資により、2000年から学部の正式名称を"安泰"に変更
2006年　経済学部と管理学部が統合され、安泰与管理学院が設立される
2008年4月　国際MBA会 AMBA 国際認証取得
2008年6月　欧州の品質の基盤の開発- EQUIS 認証を取得
2011年　AACSB（国際経営学部推進協議会）の認証取得 